# Big Pool (Maryland)
Big Pool est une census-designated place située dans le comté de Washington, dans l’État du Maryland, aux États-Unis. Lors du recensement de 2020, elle comptait 78 habitants.